# Phumosia marginata
Phumosia marginata är en tvåvingeart som beskrevs av James 1971. Phumosia marginata ingår i släktet Phumosia och familjen spyflugor. Inga underarter finns listade i Catalogue of Life.